# Nandu Darwinův
Nandu Darwinův nebo též nandu menší (Rhea pennata) je velký nelétavý pták, ale je menší ze dvou současně žijících druhů nanduů. Vyskytuje se v Altiplanu a v Patagonii.

## Popis
Nandu Darwinův je 90 až 100 cm vysoký, přibližně stejně dlouhý, s hmotností od 15 do 28,6 kg. Jako většina běžců má malou hlavu i zobák, ale má dlouhé nohy a krk. Oproti ostatním běžcům má relativně velká křídla, která mu pomáhají při útěku před predátory. Dokáže vyvinout rychlost až 60 km/h. Ostré drápy na prstech jsou účinnou zbraní. Jejich peří je tečkované hnědou a bílou. Jejich asi 30 cm dlouhé zánártí je chlupaté.

## Taxonomie
Až do roku 2008 byl nandu Darwinův řazen do monotypického rodu Pterocnemia. Tento rod byl posléze sloužen s rodem Rhea, do kterého již patřil jeho příbuzný nandu pampový.
Dnes jsou známy 3 poddruhy nandu Darwinova. Jsou to:
- R. p. garleppi, který se vyskytuje v jihovýchodním Peru, jihozápadní Bolívii a v severozápadní Argentině.
- R. p. tarapacensis, který se vyskytuje v severním Chile.
- R. p. pennata, který se vyskytuje v pampách Argentiny a Chile.

## Chování

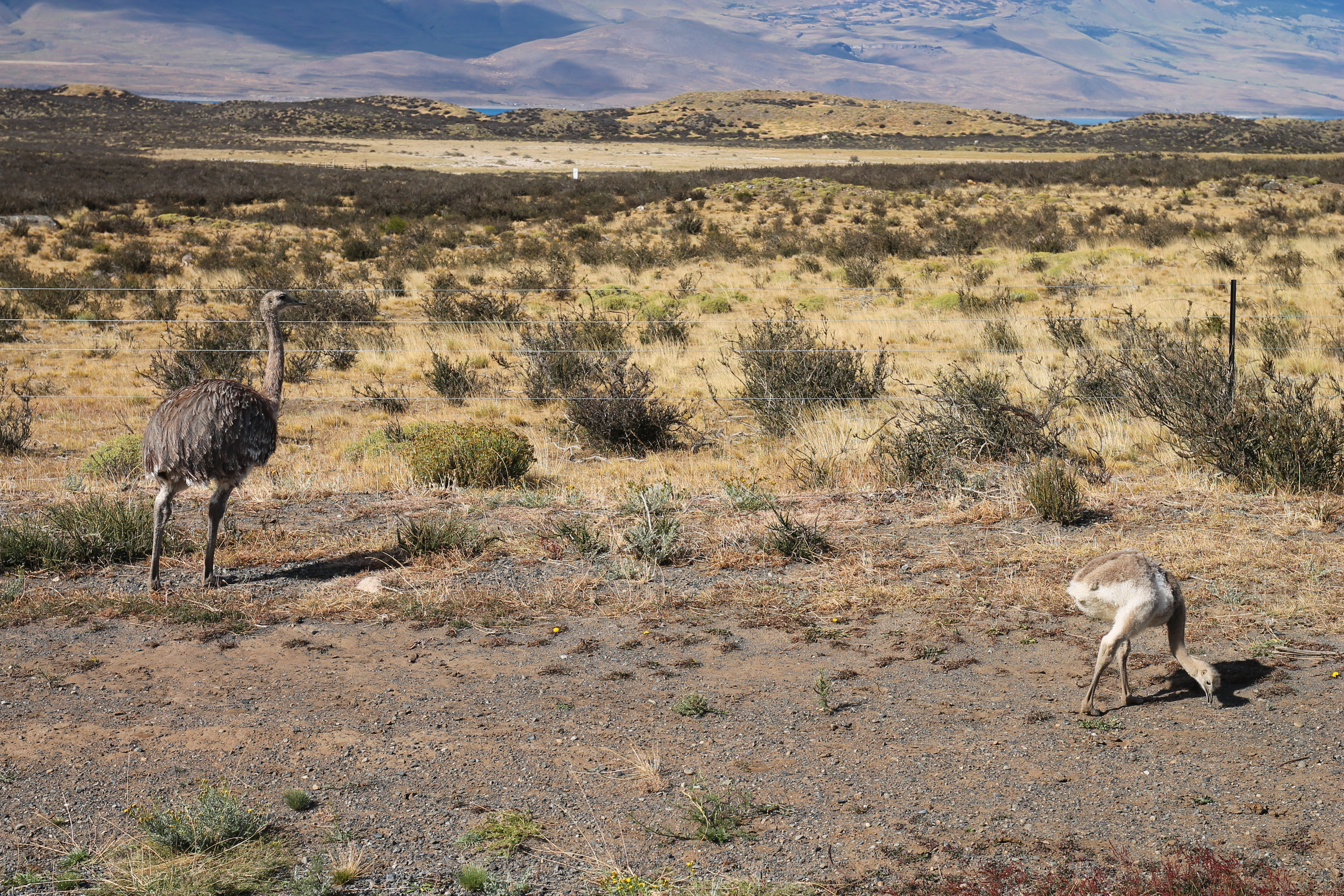
Samec s kuřetem, Národní park Torres del Paine

Nandu menší je především býložravec, ale nepohrdne ani ještěrkami, brouky nebo kobylkami. Je to tiché zvíře, s výjimkou pípání kuřat a samečků, kteří vábí samičky.
Samci bývají při inkubaci vajec agresivní. Samička naklade vajíčka spíše ke hnízdu, než do hnízda a samec si je do hnízda přisune. I tak nechává samec některá vajíčka mimo hnízdo, která začnou posléze hnít a tím přilákají mouchy, kterými se pak samec a později i kuřata živí. Inkubační doba je 30 až 44 dnů. Samice snáší 5 až 55 žlutozelených, 87 až 126 mm, dlouhých vajec. Kuřata dospívají ve věku 3 let. Mimo období rozmnožování jsou docela společenští a vytváří skupiny o 5 až 30 kusech různého pohlaví i věku.